# Otto Pfister (Fußballtrainer)
Otto Pfister (* 24. November 1937 in Köln) ist ein ehemaliger deutscher Fußballspieler und -trainer. Er war zuletzt Nationaltrainer der afghanischen Fußballnationalmannschaft. Während der WM 2006 in Deutschland betreute er die Nationalmannschaft Togos. 1992 wurde er zum „Trainer des Jahres“ in Afrika gewählt.
Pfister trainiert seit 1972 mehrere Vereins- und Nationalmannschaften in Afrika und Asien; niemals arbeitete er in seinem Geburtsland Deutschland. Sein Lebensmittelpunkt befand sich während der zahlreichen Auslandstätigkeiten stets in Mels im Kanton St. Gallen in der Schweiz.

## 1958–1972: Pfister als Spieler und Spielertrainer
Der gelernte Maschinenbauer spielte in Deutschland auf der Position des Stürmers für SC Viktoria Köln (bis 1958) und den VfL Köln 1899 (1958–1959), in der Schweiz für den FC Chiasso (1959–1960) und den FC Grenchen (1960–1961).
In der Eidgenössischen Sportschule Magglingen machte Pfister dann Anfang der 1960er Jahre seinen Trainerschein. Später studierte er an der Deutschen Sporthochschule in Köln und erwarb dort 1979 seine Fußballlehrerlizenz. Als Spielertrainer war er tätig beim FC Vaduz (1961–1963), FC St. Gallen (1963–1966), FC Nordstern Basel (1966–1968), FC Moutier (1968/69) und FC Chur (1969–1972).
Unter Hennes Weisweiler hospitierte er beim 1. FC Köln, außerdem bei Botafogo in Rio de Janeiro und bei Inter Mailand.

## 1972–1999: Pfister als Nationaltrainer
Pfister trainierte mehrere Nationalmannschaften:
- 1972 bis 1976:  Ruanda
- 1976 bis 1978:  Obervolta (heute Burkina Faso)
- 1979 bis 1982:  Senegal
- 1982 bis 1985:  Elfenbeinküste
- 1985 bis 1989:  Zaire (heute Dem. Rep. Kongo)
- 1992 bis 1993:  Ghana
- 1995 bis 1997:  Bangladesch
- 1997 bis 1999:  Saudi-Arabien

Mit dem Juniorenteam der Elfenbeinküste wurde Pfister 1983 U19-Afrikameister. Mit Ghanas Juniorenteam (u. a. mit Samuel Kuffour) gewann er 1991 die U17-Weltmeisterschaft in Italien.
Mit der A-Nationalmannschaft erreichte Pfister 1992 das Finale der Afrikameisterschaft, das sein Team im Elfmeterschießen mit 10:11 gegen die Elfenbeinküste verlor. In seiner Mannschaft standen Spieler wie Abédi Pelé, Anthony Baffoe und Anthony Yeboah. Über Letzteren sagte er vor dem Hintergrund von Gerüchten, Yeboahs angegebenes Geburtsdatum im Reisepass sei ein paar Jahre „vorverlegt“ worden: „Da hilft nur eins: Bein aufsägen und Jahresringe zählen.“
Neben Ghana nahm Pfister auch mit Obervolta (1978 in Ghana) und Zaire (1988 in Marokko) an der Afrikameisterschaft teil. Mit Saudi-Arabien nahm er 1997 am Konföderationen-Pokal teil, wurde aber nach dem zweiten Spiel während des laufenden Turniers entlassen. Auch sein Nachfolger Carlos Parreira wurde, nur wenige Monate später, während eines laufenden Turniers gefeuert, nämlich während der WM 1998. Nachfolger von Parreira wurde wiederum Otto Pfister.

## 1999–2005: Pfister als Vereinstrainer
Ab 1999 arbeitete Pfister sehr erfolgreich bei mehreren Vereinen im arabischen Raum. Von 1999 bis 2002 trainierte er Zamalek Kairo in Ägypten. Mit dem Klub holte er 2000 den Afrikapokal der Pokalsieger, wurde 2001 Ägyptischer Meister und Superpokalsieger und gewann 2002 den Ligapokal.
Von 2002 bis 2004 betreute er den CS Sfaxien in Tunesien, wo er 2003 Ligapokalsieger wurde. In Libanon führte er 2005 den Al Nejmeh aus Beirut 2005 als Landesmeister in die arabische Champions League. Bereits ein Jahr zuvor war er mit dem SC libanesischer Superpokal- und Ligapokalsieger geworden. Den Klub verließ er, als der libanesische Premierminister Hariri, ein Förderer des Vereins, einem Attentat auf seinen Fahrzeugkonvoi zum Opfer fiel, und betreute bis Oktober 2005 den ägyptischen Klub von al-Masry in Port Said.

## Seit 2006: Pfisters Comeback auf der Fußball-Weltbühne
Ab dem 18. Februar 2006 war Pfister Nationaltrainer von Togo, das er bei der WM 2006 in Deutschland betreuen sollte. Kurz vor dem Auftaktspiel seiner Mannschaft trat er jedoch am 9. Juni aufgrund eines ungelösten Prämienstreits zwischen Mannschaft und Verband von seinem Amt zurück. Am 12. Juni kehrte er ins Trainingslager der Togoer zurück und betreute die Nationalmannschaft schließlich doch während der gesamten Vorrunde. Seine Elf verlor alle drei Spiele, doch angesichts der Turbulenzen im Vorfeld wurden die kämpferischen und spielerischen Leistungen bei den Niederlagen von der Sportpresse als relativer Erfolg für Pfister gewertet. Dazu passte, dass im August 2006 Pfisters Vertragsverlängerung mit dem togolesischen Verband bis 2008 als perfekt gemeldet wurde.
Am 8. September 2006 gab Pfister jedoch überraschend bekannt, dass die Einigung mit Togos Verband doch nicht stattgefunden habe und er zum sudanesischen Erstligisten Al Merriekh Omdurman wechsle.
Vom 26. Oktober 2007 bis zum 28. Mai 2009 arbeitete Pfister als Nationaltrainer Kameruns. Bei der Afrikameisterschaft 2008 führte er seine Mannschaft ins Finale und wurde Vize-Afrikameister. Er kündigte sein Engagement in Kamerun fristlos, als der Verband seinen Trainerstab (Assistenz- und Torwarttrainer) ohne sein Wissen ausgetauscht hatte, während Pfister zur Spielerbeobachtung nach Griechenland gereist war.
Im April 2011 übernahm er die Leitung des Nationalteams der Karibikinsel Trinidad und Tobago. Er sollte den WM-Teilnehmer von 2006 zur Fußball-WM 2014 in Brasilien führen, was jedoch nicht gelang. Im Februar 2017 wurde er Trainer der afghanischen Fußballnationalmannschaft. Anfang Mai 2018 wurde Pfister „für sein sportliches und sozial-gesellschaftliches Engagement“ mit dem Ehrenpreis des Vereins Deutscher Fußball Botschafter ausgezeichnet.

## Privates
Pfister ist Wahlschweizer und wohnt in Mels und in den jeweiligen Ländern seiner Trainertätigkeit.